# Benjamin Markarian
Benjamin Markarian (Veniamin Yeghishevich Markaryan (armeni: Բենիամին Մարգարյան), nascut el 12 de desembre de 1913 a Shulaveri, a l'antiga Rússia tsarista, actual Geòrgia, va morir el 29 de setembre de 1985 a Erevan, RSS d'Armènia, URSS. Va ser un astrofísic soviètic armeni que va créixer i va treballar a la Unió Soviètica. Va estudiar matemàtiques i astrofísica a les universitats d'Erevan i Leningrad.
Després de la Segona Guerra Mundial, va ser un dels fundadors de l'Observatori de Biurakan, on va investigar i va ser sots-cap d'investigació. L'observatori va treballar àmpliament en la classificació de les galàxies i Benjamin Markarian va donar nom a les galàxies Markarianes, que són galàxies que radien fortament a la llum ultraviolada, les anomenades galàxies actives. També ha donat el seu nom a la cadena Markarian del cúmul de la Verge. Va ser acadèmic de lAcadèmia Nacional de Ciències d'Armènia (1971), científic honorat de l'RSS d'Armènia (1961). Membre del Consell Astronòmic de l'Acadèmia de Ciències de l'URSS (1964), vicepresident de la Comissió "Galàxies" de la Unió Astronòmica Internacional (1973-1976), i el seu president (1976-1979).
Els treballs científics de Markarian fan referència a la física de les estrelles, els cúmuls estel·lars i les galàxies. Va participar en l'elaboració de la teoria de les fluctuacions observades en la distribució d'estrelles tenint en compte l'absorció interestel·lar. A partir de dades observacionals, va confirmar que les associacions estel·lars s'expandeixen. Markarian va elaborar una nova classificació de cúmuls estel·lars i el 1952 va compilar i publicar "Un atles de diferents tipus de cúmuls estel·lars".
El 1963 va revelar 73 galàxies amb un color inusual al seu tipus espectral. Va elaborar un mètode especial (per seleccionar galàxies amb excés d'ultravioleta) sobre la base del qual es va obtenir una observació del cel espectral 1965-1980 a l'Observatori de Biurakan. Va revelar 1.500 objectes de classe especial que s'anomenen pel seu nom (galàxies Markarian o galàxies amb excés d'ultraviolat). Des del 1968, amb l'ajut de grans telescopis de l'URSS i els EUA, es van dur a terme observacions espectrals d'aquestes galàxies i es van descobrir un gran nombre de galàxies actives, essencialment canviant la nostra comprensió sobre la població de l'Univers i l'activitat de les galàxies.
Més tard, des del 1974 fins al 1991, de nou per iniciativa de Markarian, es va dur a terme el segon estudi Byurakan en què es van revelar un gran nombre de quàsars i altres nuclis galàctics actius. El catàleg de galàxies de Markarian va ser publicat després de la seva mort pels seus col·legues als EUA el 1986 i a l'URSS el 1989. B. Markarian va publicar més de 100 articles científics. És guanyador del premi estatal de l'URSS (1950). Va rebre les ordres de la "Insignia d'Honor" (1955) i la de l"Amistat dels Pobles" (1983), així com diverses medalles i diplomes dels Comités de direcció de les Acadèmies de Ciències de l'URSS i de l'RSS Armenia i del Consell Suprem de l'RSS armènia. Fins al final de la seva vida, malgrat la seva mala salut, va treballar activament fent la feina principal de la seva vida científica; els estudis Byurakan.